# Orquestra Sinfônica de Sault
A Orquestra Sinfônica de Sault é uma orquestra canadense localizada em Sault Ste. Marie, Ontario, Canadá. 

## História
A Orquestra Sinfônica de Sault foi formada em 1956 como Sault Symphonette, por Don Buchan, Ed Shrubsole e Ed e Katherine Gartshore, entre outros. Com suporte de Algoma Steel, a Symphonette realizou alguns concertos e apresentações em rádios, com a regência de Don Buchan e James Whicher. Em 1969 o grupo foi renomeado para Sinfônica de Sault e foi dirigida por Lajos Bornyi. Em quatro anos, o grupo passou a ter um Conselho Administrativo e começou a trabalhar junto com a Federação de Orquestras Sinfônicas de Ontario.
Na metade da década de 1970, a orquestra passou por algumas dificuldades, por causa da renuncia de alguns membros chave do Conselho. Entretanto, entraram importantes nomes em seus lugares e fizeram a orquestra emergir fortemente. Foi renomeada para Associação Internacional de Sault Ste. Marie, para refletir a presença dos músicos no conselho e o Dr. John Wilkinson foi apontado como novo maestro e diretor musical (ele ainda está no cargo).